# 谷崎精二
谷崎精二 （日语：／ Tanizaki Seiji， 1890年—1971年）日本作家、英文学者、早稻田大学教授。名作家谷崎潤一郎的弟弟。
1913年自早稻田大学英文科畢業。曾在《早稻田文學》雜誌上發表小說。後來執教於早稻田大学，擔任文学部長一職，從事於美國作家愛倫·坡（Edgar Allan Poe）作品的翻譯工作。

## 作品
- 離合（1917年）
- 地に頬つけて（1919年）
- ポオ小説全集（翻訳）
- 明治の日本橋・潤一郎の手紙（1967年）